# Nilo Valencia
Nilo Valencia (n. San Lorenzo, Ecuador; 7 de diciembre de 1992) es un futbolista ecuatoriano. Juega de delantero y su equipo actual es El Nacional de la Serie A de Ecuador

## Estadísticas

### Clubes
Actualizado al último partido disputado el 26 de octubre de 2022.
| Club                              | Div.          | Temporada     | Liga  | Liga  | Copas nacionales | Copas nacionales | Copas internacionales | Copas internacionales | Total | Total |
| Club                              | Div.          | Temporada     | Part. | Goles | Part.            | Goles            | Part.                 | Goles                 | Part. | Goles |
| --------------------------------- | ------------- | ------------- | ----- | ----- | ---------------- | ---------------- | --------------------- | --------------------- | ----- | ----- |
| El Nacional · Ecuador             | 1.ª           | 2010          | 1     | 0     | —                | —                | —                     | —                     | 1     | 0     |
| Gualaceo S. C. · Ecuador          | 3.ª           | 2011          | 25    | 6     | —                | —                | —                     | —                     | 25    | 6     |
| Gualaceo S. C. · Ecuador          | Total club    | Total club    | 25    | 6     | 0                | 0                | 0                     | 0                     | 25    | 6     |
| Clan Juvenil · Ecuador            | 3.ª           | 2013          | 38    | 29    | —                | —                | —                     | —                     | 38    | 29    |
| Clan Juvenil · Ecuador            | Total club    | Total club    | 38    | 29    | 0                | 0                | 0                     | 0                     | 38    | 29    |
| Independiente del Valle · Ecuador | 1.ª           | 2014          | 7     | 0     | —                | —                | —                     | —                     | 14    | 0     |
| Independiente del Valle · Ecuador | Total club    | Total club    | 7     | 0     | 0                | 0                | 0                     | 0                     | 14    | 0     |
| Liga de Portoviejo · Ecuador      | 2.ª           | 2015          | 22    | 1     | —                | —                | —                     | —                     | 22    | 1     |
| Liga de Portoviejo · Ecuador      | Total club    | Total club    | 22    | 1     | 0                | 0                | 0                     | 0                     | 22    | 1     |
| Imbabura S. C. · Ecuador          | 2.ª           | 2016          | 9     | 3     | —                | —                | —                     | —                     | 9     | 3     |
| Imbabura S. C. · Ecuador          | Total club    | Total club    | 9     | 3     | 0                | 0                | 0                     | 0                     | 9     | 3     |
| C. S. Patria · Ecuador            | 3.ª           | 2017          | 22    | 19    | —                | —                | —                     | —                     | 22    | 19    |
| C. S. Patria · Ecuador            | Total club    | Total club    | 22    | 19    | 0                | 0                | 0                     | 0                     | 22    | 19    |
| Atlético Samborondón · Ecuador    | 3.ª           | 2018          | 4     | 5     | —                | —                | —                     | —                     | 4     | 5     |
| Atlético Samborondón · Ecuador    | Total club    | Total club    | 4     | 5     | 0                | 0                | 0                     | 0                     | 4     | 5     |
| Guayaquil Sport · Ecuador         | 3.ª           | 2018          | 13    | 8     | —                | —                | —                     | —                     | 13    | 8     |
| Guayaquil Sport · Ecuador         | Total club    | Total club    | 13    | 8     | 0                | 0                | 0                     | 0                     | 13    | 8     |
| Vargas Torres · Ecuador           | 3.ª           | 2019          | 9     | 0     | —                | —                | —                     | —                     | 9     | 0     |
| Vargas Torres · Ecuador           | Total club    | Total club    | 9     | 0     | 0                | 0                | 0                     | 0                     | 9     | 0     |
| C. S. 3 de Julio · Ecuador        | 3.ª           | 2020          | 13    | 6     | —                | —                | —                     | —                     | 13    | 6     |
| C. S. 3 de Julio · Ecuador        | Total club    | Total club    | 13    | 6     | 0                | 0                | 0                     | 0                     | 13    | 6     |
| Libertad F. C. · Ecuador          | 3.ª           | 2021          | 18    | 6     | —                | —                | —                     | —                     | 18    | 6     |
| Libertad F. C. · Ecuador          | Total club    | Total club    | 18    | 6     | 0                | 0                | 0                     | 0                     | 18    | 6     |
| El Nacional · Ecuador             | 2.ª           | 2022          | 16    | 1     | 6                | 2                | —                     | —                     | 22    | 3     |
| El Nacional · Ecuador             | Total club    | Total club    | 17    | 1     | 6                | 2                | 0                     | 0                     | 23    | 3     |
| Total carrera                     | Total carrera | Total carrera | 197   | 84    | 6                | 2                | 0                     | 0                     | 203   | 86    |

1. ↑  Incluye datos de la Copa Ecuador (2022-act.).

## Palmarés

### Campeonatos nacionales
| Título                       | Club           | Año  |
| ---------------------------- | -------------- | ---- |
| Segunda Categoría de Ecuador | Libertad F. C. | 2021 |
| Serie B de Ecuador           | El Nacional    | 2022 |

### Campeonatos provinciales
| Título                                              | Club             | Año  |
| --------------------------------------------------- | ---------------- | ---- |
| Segunda Categoría del Azuay                         | Gualaceo S. C.   | 2011 |
| Segunda Categoría del Guayas                        | C. S. Patria     | 2017 |
| Segunda Categoría de Esmeraldas                     | Vargas Torres    | 2019 |
| Segunda Categoría de Santo Domingo de los Tsáchilas | C. S. 3 de Julio | 2020 |
| Segunda Categoría de Loja                           | Libertad F. C.   | 2021 |

### Distinciones individuales
| Distinción                       | Año  |
| -------------------------------- | ---- |
| Goleador de la Segunda Categoría | 2013 |